# Screen Violence
Screen Violence es el cuarto álbum de estudio de la banda escocesa de synth-pop Chvrches, lanzado el 27 de agosto de 2021 a través de Virgin EMI Records en el Reino Unido y Glassnote Records en los Estados Unidos. El sencillo principal «He Said She Said» fue lanzado el 19 de abril de 2021. El álbum fue anunciado junto con el segundo sencillo, «How Not to Drown», una colaboración con Robert Smith, cantante principal de The Cure. Un tercer sencillo, «Good Girls», fue publicado el 12 de julio de 2021, siendo remezclado por John Carpenter.
Screen Violence se promoverá con una gira por América del Norte, que se realizará de noviembre a diciembre de 2021.

## Producción
El álbum comenzó a desarrollarse en 2020 durante la pandemia de COVID-19 como ideas compartidas a través de videollamadas y programas para compartir audio. Fue producido por la banda y grabado entre Glasgow y Los Ángeles. La líder Lauren Mayberry dijo que se sintió "liberador inicialmente" para que el álbum comenzara como algo "escapista", pero que la letra terminó siendo "definitivamente todavía personal". El título del álbum surgió de una idea para el nombre de la banda, pero luego se adaptó para el título del álbum debido al tema de la violencia "en la pantalla, por las pantallas y a través de las pantallas, con canciones que abordan los sentimientos de soledad, desilusión y miedo". , entre otras emociones ". Martin Doherty calificó el título del álbum como "un poco más literal [que solo un concepto]. Cuando estábamos haciendo el disco, era como si la mitad de nuestras vidas se vivieran a través de pantallas".
El sencillo «How Not to Drown» se desarrolló a partir de una demostración de piano y batería grabada por Doherty y fue escrito durante una época en la que estaba lidiando con "depresión y ansiedad paralizantes".

## Lista de canciones
| N.º | Título                                            | Duración |  |
| 1.  | «Asking for a Friend»                             | 5:05     |  |
| 2.  | «He Said She Said»                                | 3:09     |  |
| 3.  | «California»                                      | 4:08     |  |
| 4.  | «Violent Delights»                                | 5:20     |  |
| 5.  | «How Not to Drown» (con Robert Smith de The Cure) | 5:31     |  |
| 6.  | «Final Girl»                                      | 4:30     |  |
| 7.  | «Good Girls»                                      | 3:19     |  |
| 8.  | «Lullabies»                                       | 3:45     |  |
| 9.  | «Nightmares»                                      | 4:34     |  |
| 10. | «Better If You Don't»                             | 3:32     |  |